# Artëm Olegovič Novičonok
| 228165 Mezentsev | 26 settembre 2009 |
| 231649 Korotkiy  | 17 novembre 2009  |
| 274981 Petrsu    | 12 ottobre 2009   |

Artëm Olegovič Novičonok (in russo Артём Олегович Новичонок?; Kondopoga, 27 marzo 1988) è un astronomo russo, citato in letteratura anche come Novichonok.
Il Minor Planet Center gli accredita le scoperte di ventisei asteroidi, effettuate tra il 2009 e il 2012, tutte in collaborazione con altri astronomi: Dmitrij Nikolaevič Čestonov, Leonid Vladimirovič Elenin, Vladimir V. Gerke e Vital Mikalaevič Newski.
Ha inoltre coscoperto con Vladimir V. Gerke la cometa periodica 408P/Novičonok-Gerke ed era parte del gruppo che ha scoperto la cometa non periodica C/2012 S1 ISON.